# Elaeocarpus barbulatus
Elaeocarpus barbulatus là một loài thực vật có hoa trong họ Côm. Loài này được Knuth mô tả khoa học đầu tiên năm 1938.